# Сибукава
Сибукава (яп. 渋川市 Сибукава-си) — японский город в центре префектуры Гумма. Основан 1 апреля 1954 года путём слияния сёл Сибукава (уезд Китагумма), Канедзима, Фурумаки и Тоёаки. Площадь города составляет 240,42 км², население — 81 896 человек (1 июля 2014), плотность населения — 340,64 чел./км².

## География
Сибукава расположена между горами Акаги и Харуна, в месте слияния рек Тонэ и Адзума. Город развился на основе позднесредневекового постоялого села на пути Саноку, который связал южную часть региона Канто с северной частью региона Хокурику.

## Экономика
Основа экономики Сибукавы — металлургия, химическая промышленность, производство электротоваров и деревообрабытывающая промышленность. Город известен горячими ваннами — онсэн — Икахо на термальных водах.